# Metrô de Salvador
| |                                                        |                                |                                |
| Streckenlänge: | 34,9 km (Stand Juni 2023) nach Fertigstellung: 41,8 km |                                |                                |
| Spurweite: | 1435 mm (Normalspur)                                   |                                |                                |
| Stromsystem: | 3000 V =                                               |                                |                                |
| Streckengeschwindigkeit: | 80 km/h                                                |                                |                                |
| Zweigleisigkeit: | durchgängig                                            |                                |                                |
| |                                                        |                                |                                |
| Streckenverlauf |                                                        |                                |                                |
| \| \| 24,2 \| Lauro de Freitas (in Planung) \| Lauro de Freitas (in Planung) \| \| \| \| \| \| \| \| 21,2 \| Aeroporto \| Aeroporto \| \| \| \| Mussurunga \| \| \| \| \| Bairro da Paz \| \| \| \| \| Tamburugy \| \| \| \| \| Flamboyant \| \| \| \| 8,4 \| Pituaçu \| Pituaçu \| \| \| \| CAB \| \| \| \| \| Imbuí \| \| \| \| \| Pernambués \| \| \| \| \| \| \| \| \| 2,2 \| Rodoviária \| Rodoviária \| \| \| \| Detran \| \| \| \| 17,6 \| Águas Claras (in Planung) \| Águas Claras (in Planung) \| \| \| \| \| \| \| \| 13,7 \| Campinas \| Campinas \| \| \| 12,2 \| Pirajá \| Pirajá \| \| \| \| \| \| \| \| \| \| \| \| \| \| Betriebswerk und Hauptzugdepot \| \| \| \| 10,0 \| Bom Juá \| Bom Juá \| \| \| 7,5 \| Retiro \| Retiro \| \| \| \| \| \| \| \| 6,0 0,0 \| Acesso Norte \| Acesso Norte \| \| \| \| \| \| \| \| \| \| \| \| \| \| Bonocô \| \| \| \| \| \| \| \| \| \| Brotas \| \| \| \| \| \| \| \| \| \| Campo da Pólvora \| \| \| \| 0,0 \| Lapa \| Lapa \| |                                                        |                                |                                |
| U-Bahn-Kopfbahnhof Anfang Hochstrecke (Strecke außer Betrieb) | 24,2                                                   | Lauro de Freitas (in Planung)  | Lauro de Freitas (in Planung)  |
| U-Bahn-Strecke Ende Hochstrecke (außer Betrieb) |                                                        |                                |                                |
| U-Bahn-Kopfbahnhof Strecke bis hier außer Betrieb | 21,2                                                   | Aeroporto                      | Aeroporto                      |
| U-Bahn-Bahnhof |                                                        | Mussurunga                     | Mussurunga                     |
| U-Bahn-Bahnhof |                                                        | Bairro da Paz                  | Bairro da Paz                  |
| U-Bahn-Bahnhof |                                                        | Tamburugy                      | Tamburugy                      |
| U-Bahn-Bahnhof |                                                        | Flamboyant                     | Flamboyant                     |
| U-Bahn-Bahnhof | 8,4                                                    | Pituaçu                        | Pituaçu                        |
| U-Bahn-Bahnhof |                                                        | CAB                            | CAB                            |
| U-Bahn-Bahnhof |                                                        | Imbuí                          | Imbuí                          |
| U-Bahn-Bahnhof |                                                        | Pernambués                     | Pernambués                     |
| U-Bahn-Strecke Anfang Hochstrecke |                                                        |                                |                                |
| U-Bahn-Bahnhof | 2,2                                                    | Rodoviária                     | Rodoviária                     |
| U-Bahn-Bahnhof |                                                        | Detran                         | Detran                         |
| Kopfbahnhof Anfang Hochstrecke (Strecke außer Betrieb) · U-Bahn-Strecke | 17,6                                                   | Águas Claras (in Planung)      | Águas Claras (in Planung)      |
| Strecke Ende Hochstrecke (außer Betrieb) · U-Bahn-Strecke |                                                        |                                |                                |
| Kopfbahnhof Strecke bis hier außer Betrieb · U-Bahn-Strecke | 13,7                                                   | Campinas                       | Campinas                       |
| Bahnhof · U-Bahn-Strecke | 12,2                                                   | Pirajá                         | Pirajá                         |
| Tunnelanfang · U-Bahn-Strecke |                                                        |                                |                                |
| Tunnelende · U-Bahn-Strecke |                                                        |                                |                                |
| Abzweig geradeaus und von links · Betriebs-/Güterbahnhof Streckenende und quer · U-Bahn-Strecke |                                                        | Betriebswerk und Hauptzugdepot | Betriebswerk und Hauptzugdepot |
| Bahnhof · U-Bahn-Strecke | 10,0                                                   | Bom Juá                        | Bom Juá                        |
| Bahnhof · U-Bahn-Strecke | 7,5                                                    | Retiro                         | Retiro                         |
| Strecke Ende Hochstrecke · U-Bahn-Strecke |                                                        |                                |                                |
| Bahnhof · U-Bahn-Strecke | 6,0 0,0                                                | Acesso Norte                   | Acesso Norte                   |
| Abzweig mit U-Bahn geradeaus und nach links · U-Bahn-Strecke Anfang Hochstrecke und quer · U-Bahn-Strecke nach rechts |                                                        |                                |                                |
| Strecke Anfang Hochstrecke |                                                        |                                |                                |
| Bahnhof |                                                        | Bonocô                         | Bonocô                         |
| Strecke Ende Hochstrecke |                                                        |                                |                                |
| Bahnhof |                                                        | Brotas                         | Brotas                         |
| Tunnelanfang |                                                        |                                |                                |
| Bahnhof (im Tunnel) |                                                        | Campo da Pólvora               | Campo da Pólvora               |
| Kopfbahnhof Streckenende (im Tunnel) | 0,0                                                    | Lapa                           | Lapa                           |

Die Metrô de Salvador in der brasilianischen Großstadt Salvador da Bahia wird durch die Bahngesellschaft Companhia de Transportes de Salvador betrieben, die unter Verwaltung der Companhia Brasileira de Trens Urbanos (CBTU) steht. Im Oktober 2015 waren sieben Stationen in Betrieb. Ihre Zahl ist bis Oktober 2017 auf 18 angewachsen.

## Geschichte

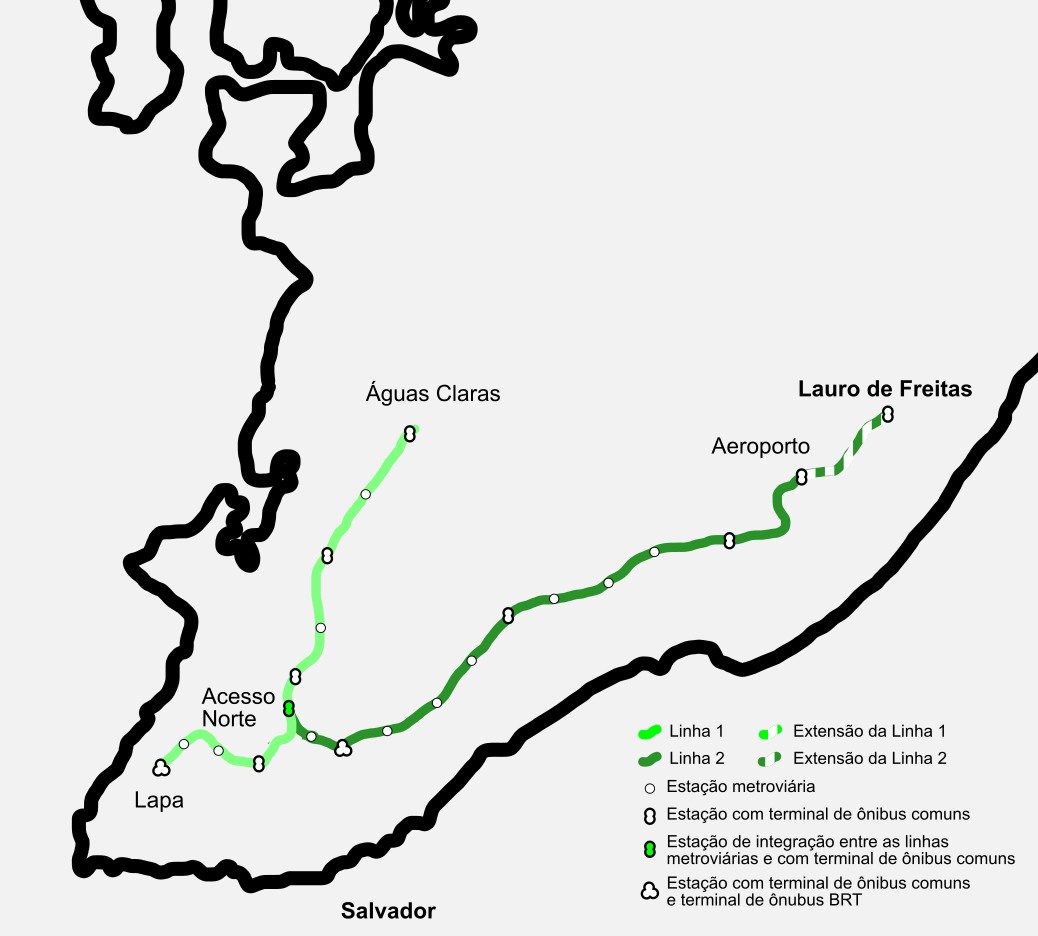
Linie 1 und 2

Die Companhia de Transportes de Salvador wurde 1999 mit dem Ziel gegründet, den Personennahverkehr auf der Schiene in Salvador neu zu konzipieren. Als Ergebnis wurde mit dem Bau der Metro in Salvador begonnen. Die staatliche Betreibergesellschaft steht unter der Kontrolle der CBTU.
Seit dem 8. März 2013 wird die Metro auf Landesebene organisiert, die Stadtverwaltung hat ihre Verantwortung dafür abgegeben.
Der Bau der U-Bahn wurde in vier Etappen aufgeteilt:
- Etappe 1 – Linie 1 – Lapa ↔ Pirajá
- Etappe 2 – Linie 2 – Acesso Norte ↔ Aeroporto
- Etappe 3 – Linie 1 – Pirajá ↔ Águas Claras (teilweise in Betrieb, letzter Abschnitt in Planung)
- Etappe 4 – Linie 2 – Aeroporto ↔ Lauro de Freitas (in Planung)

### Linie 1
Mit dem Bau der Linie 1 (Lapa – Pirajá) wurde im April 2000 begonnen. Die Eröffnung der ersten Strecke sollte Mitte 2003 stattfinden. Mit neunjähriger Verspätung wurden im Juni 2014 die ersten sechs Kilometer zur Fußball-Weltmeisterschaft 2014 zwischen Lapa und Acesso Norte in Betrieb genommen.
Am 25. August 2014 wurde die Station Retiro eröffnet, am 22. April die Station Bom Juá. Im Dezember 2015 folgt die Station Pirajá, die an einem großen Umsteigebusbahnhof gelegen ist. Zwischen den Stationen Brotas und Acesso Norte wurde im Februar 2015 mit dem Bau einer zusätzlichen Station (Bonocô) begonnen, deren Eröffnung am 13. November 2015 stattfand.
Am 14. Juni 2023 wurde die 1,5 Kilometer lange Erweiterung bis zur Station Campinas in Betrieb genommen.

### Linie 2
Am 6. Februar 2015 begannen die Bauarbeiten der Linie 2. Diese beginnt an der Station Acesso Norte und wird in Lauro de Freitas enden. Ein erster, 2,2 km langer Abschnitt zwischen Acesso Norte and Rodoviária wurde im Dezember 2016 eröffnet. Eine 6,2 km lange Streckenverlängerung mit vier weiteren Stationen – von Rodoviária nach Pituaçu – folgte im Mai 2017. Am 11. September 2017 wurden vier weitere Stationen bis Mussurunga eröffnet. Am 26. April 2018 folgte die Verlängerung bis zum vorläufigen Endhaltepunkt Aeroporto.

## Übersicht über das geplante Verkehrssystem
| Linie | Start/Ende                                   | Länge (km)  | Bahnhöfe | Streckenverlauf | Inbetriebnahmen |
| ----- | -------------------------------------------- | ----------- | -------- | --- | --- |
| 1     | Lapa ↔ Campinas ↔ Águas Claras*              | 13,7 (17,6) | 9 (10)   | Lapa – Campo da Pólvora – Brotas – Bonocô – Acesso Norte – Retiro – Bom Juá – Pirajá                                                      | Lapa – Acesso Norte: Juni 2014 Acesso Norte – Retiro: August 2014 Retiro – Bom Juá: April 2015 Bom Juá – Pirajá: Dezember 2015 Pirajá – Campinas: Juni 2023 |
| 2     | Acesso Norte ↔ Aeroporto ↔ Lauro de Freitas* | 21,2 (24,2) | 12 (13)  | Acesso Norte – Detran – Rodoviária – Pernambués – Imbuí – CAB – Pituaçu – Flamboyant – Tamburugy – Bairro da Paz – Mussurunga – Aeroporto | Acesso Norte – Rodoviária: Dezember 2016 Rodoviária – Pituaçu: Mai 2017 Pituaçu – Mussurunga: September 2017 Mussuranga – Aeroporto: April 2018             |

* Strecke in Planung

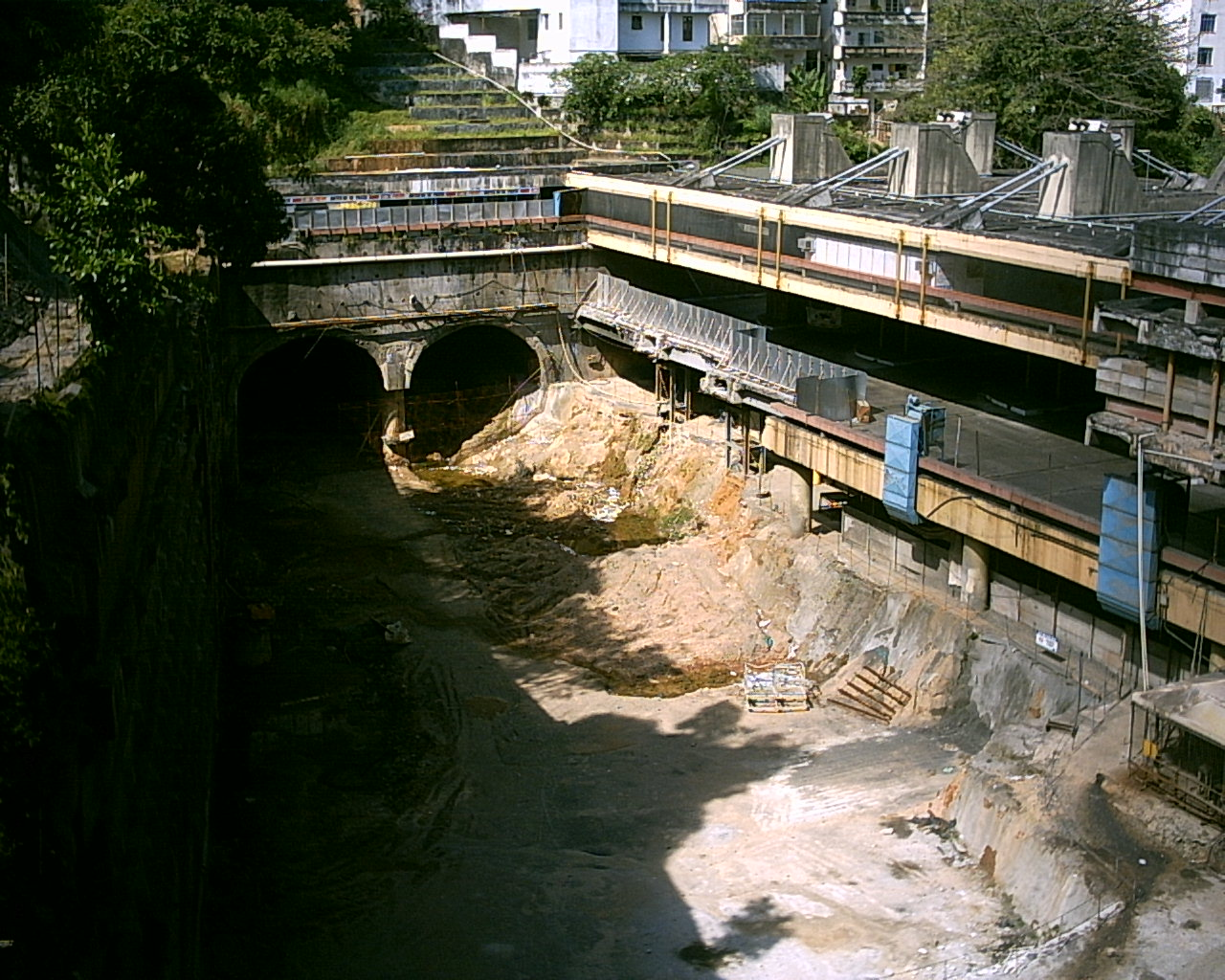
Bauarbeiten der Metrostation Lapa, 2003
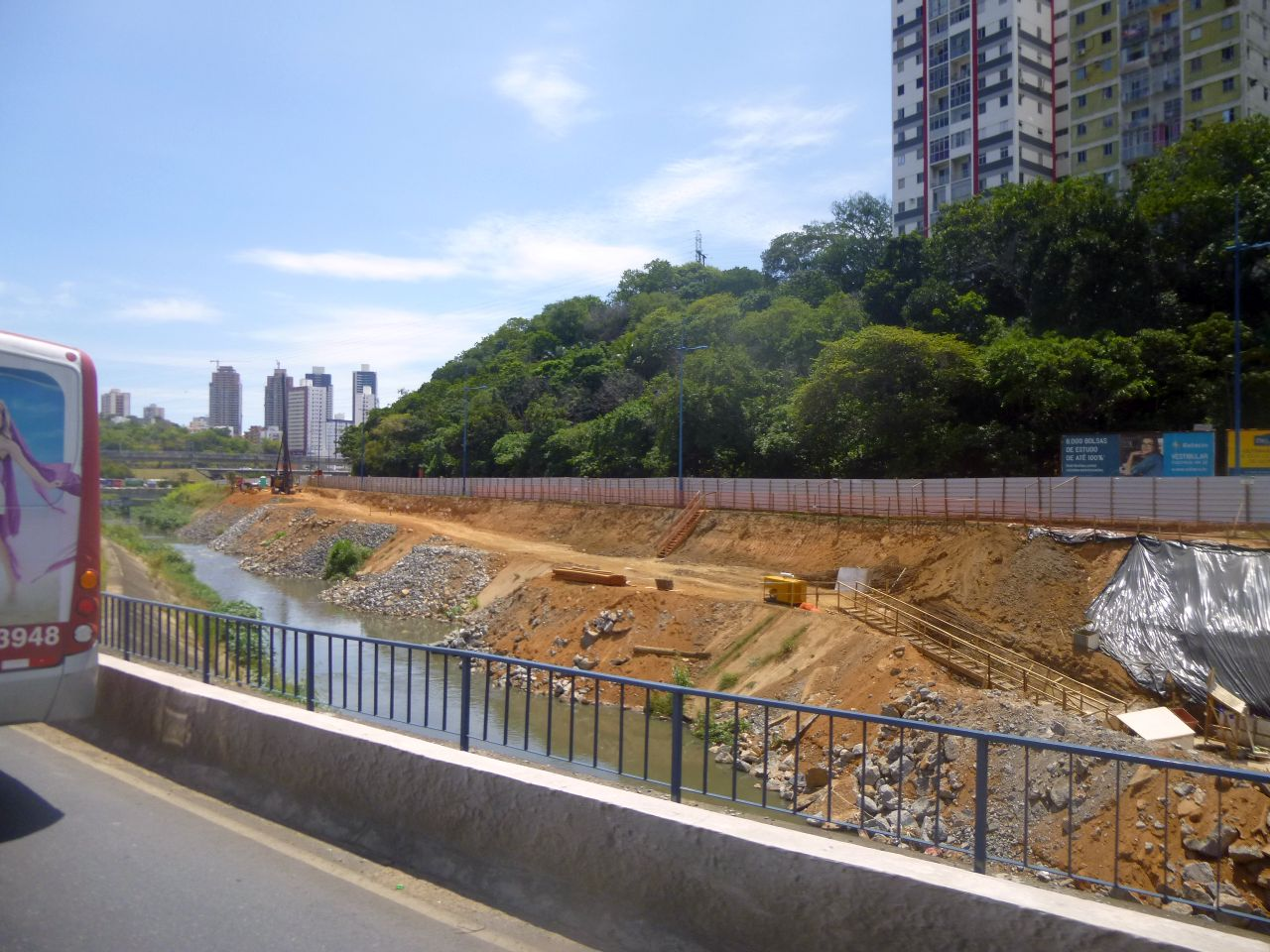
Neubau der Linie 2 Höhe Shopping Iguatemi, April 2015
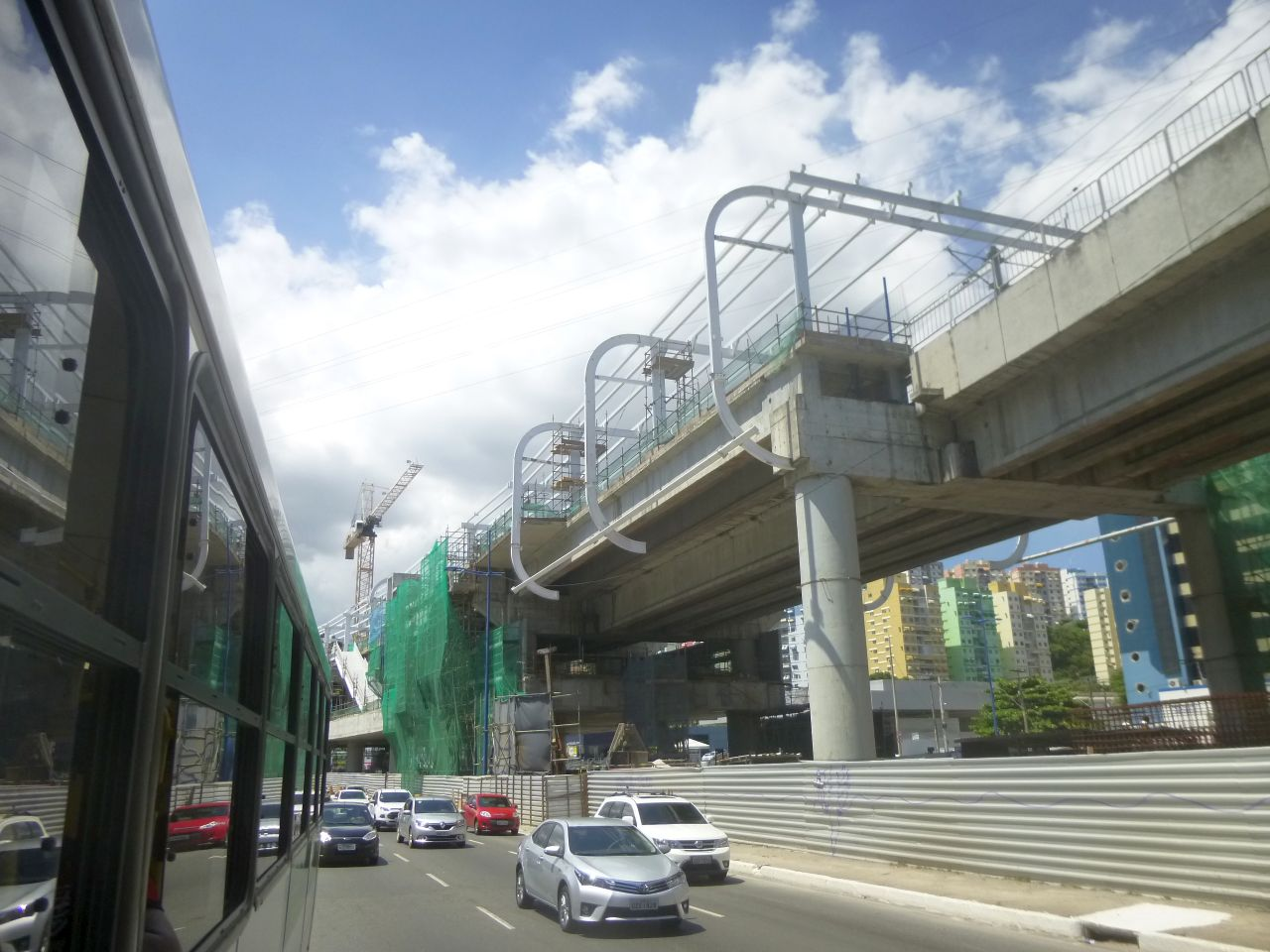
Bau der Station Bonocô, April 2015
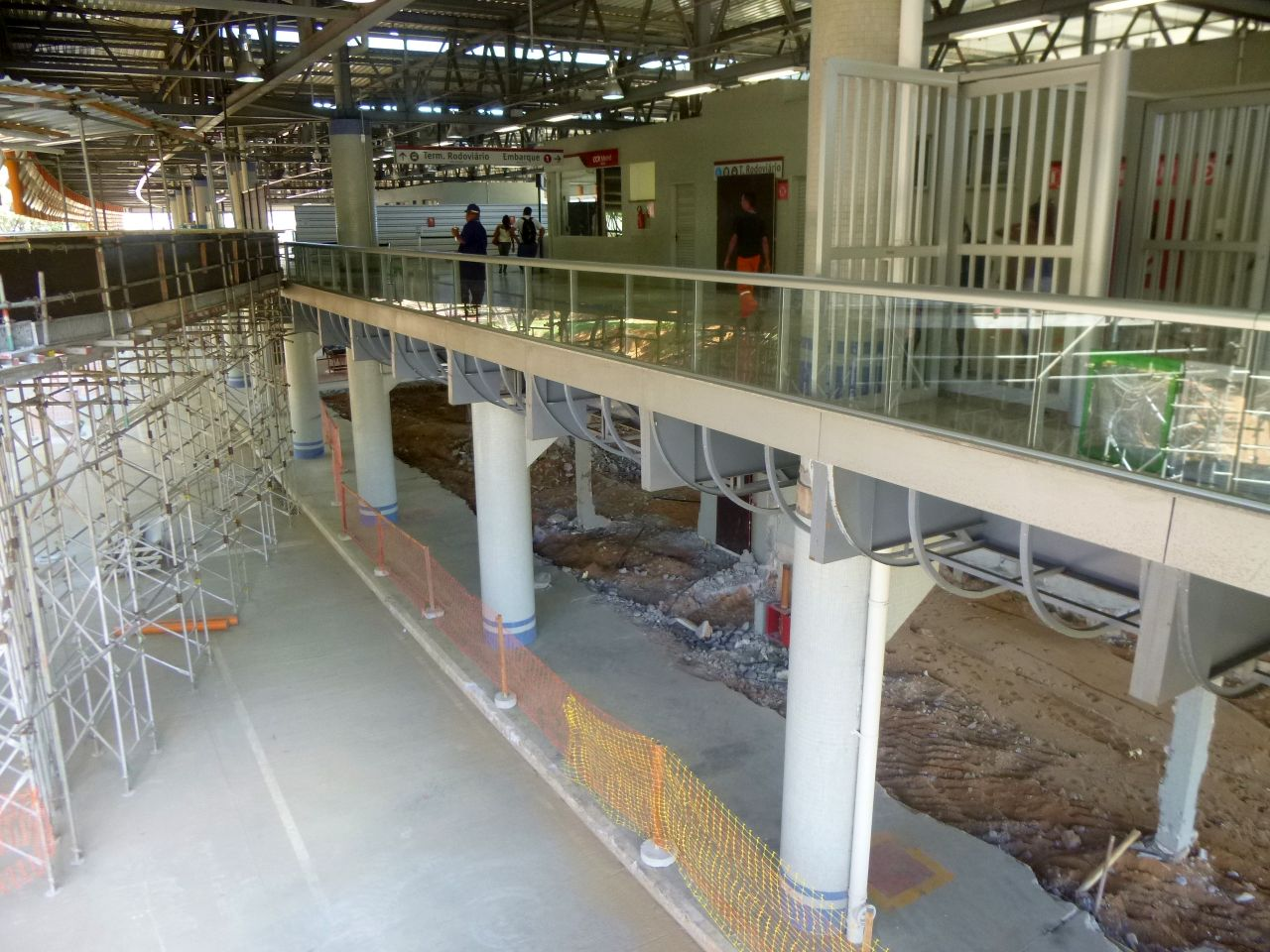
Ausbau der Station Acesso Norte zum Umsteigebahnhof
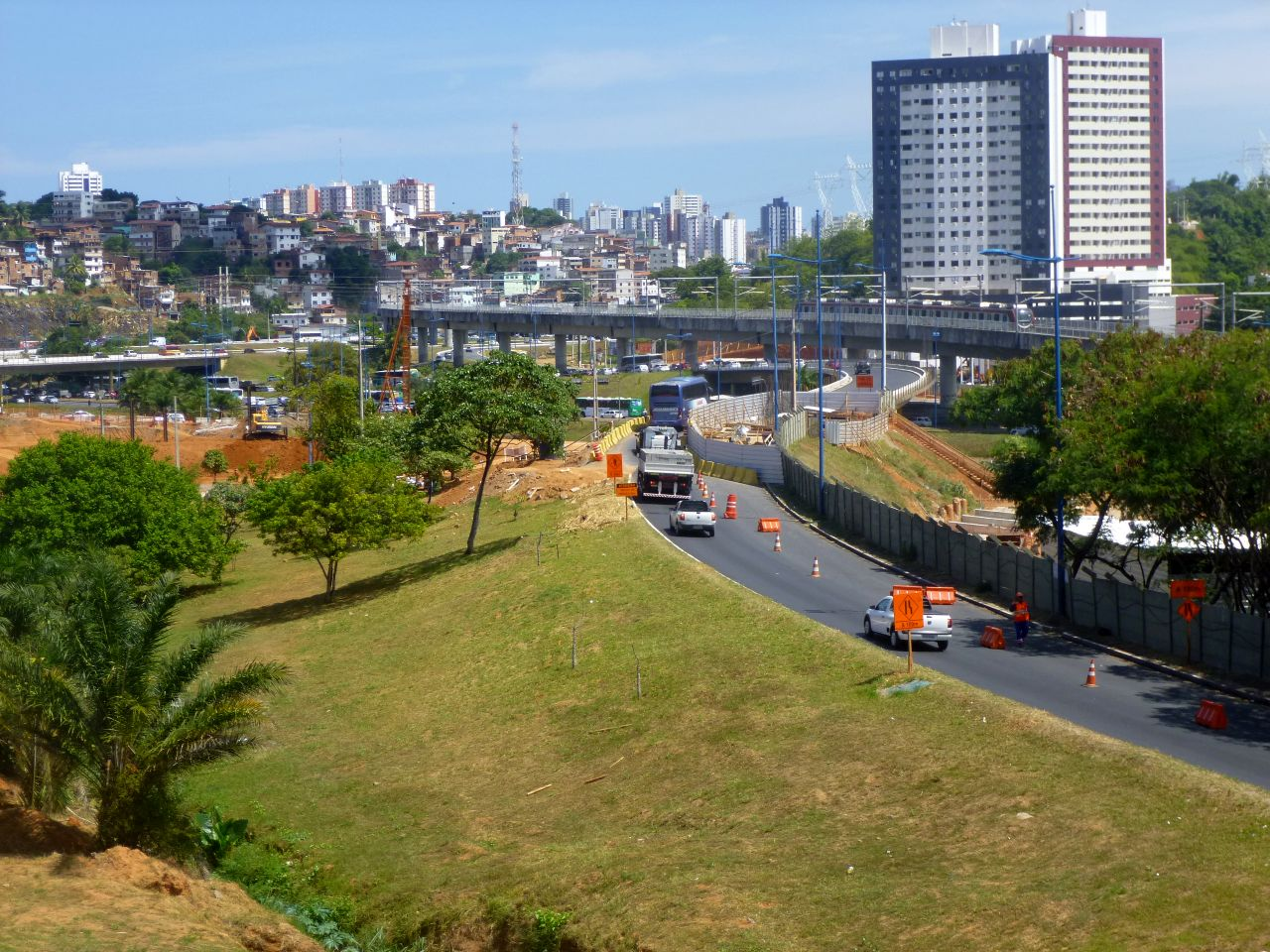
Links Bau der Linie 2, rechts fertige Linie 1
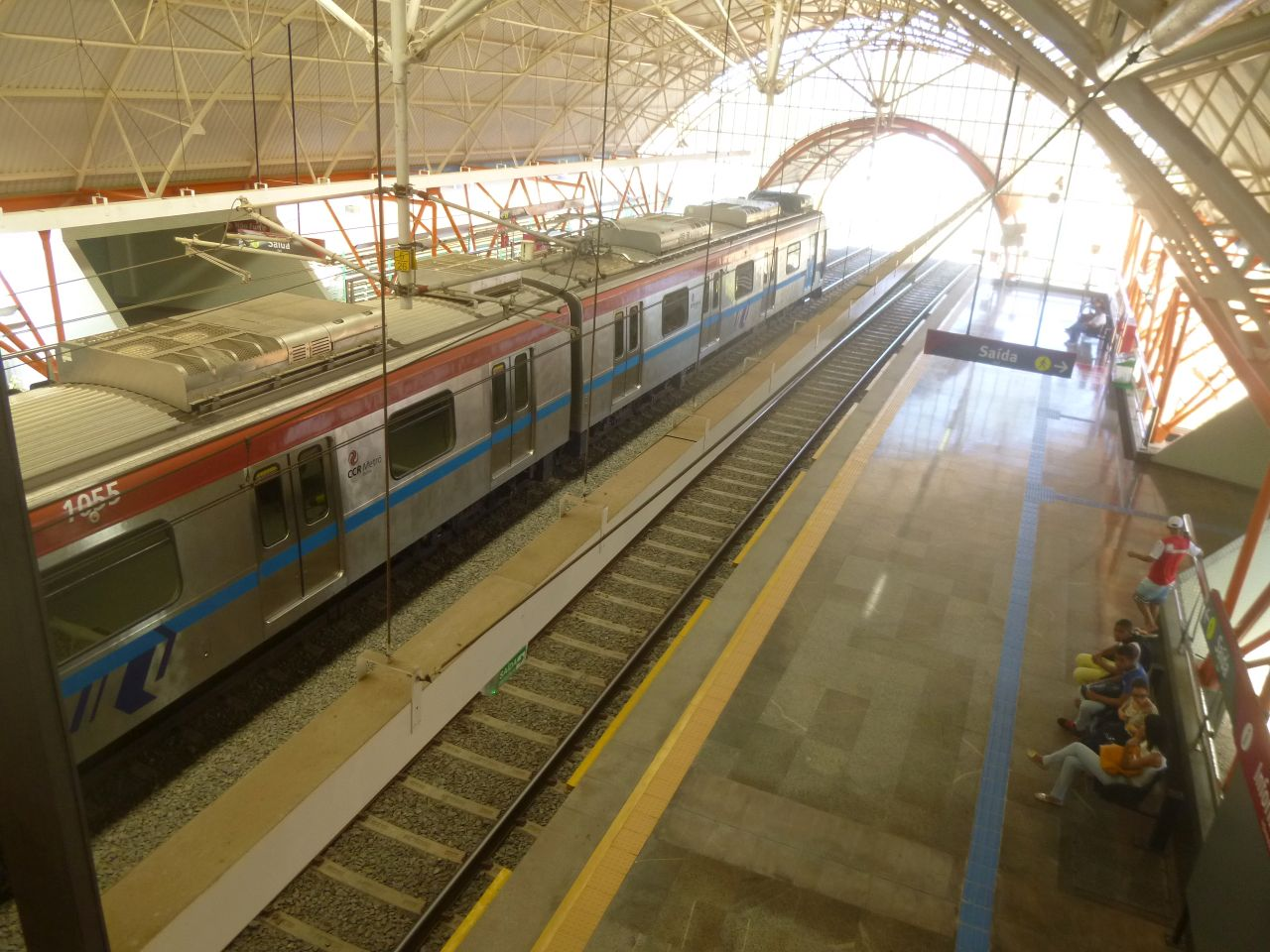
Metrostation Brotas
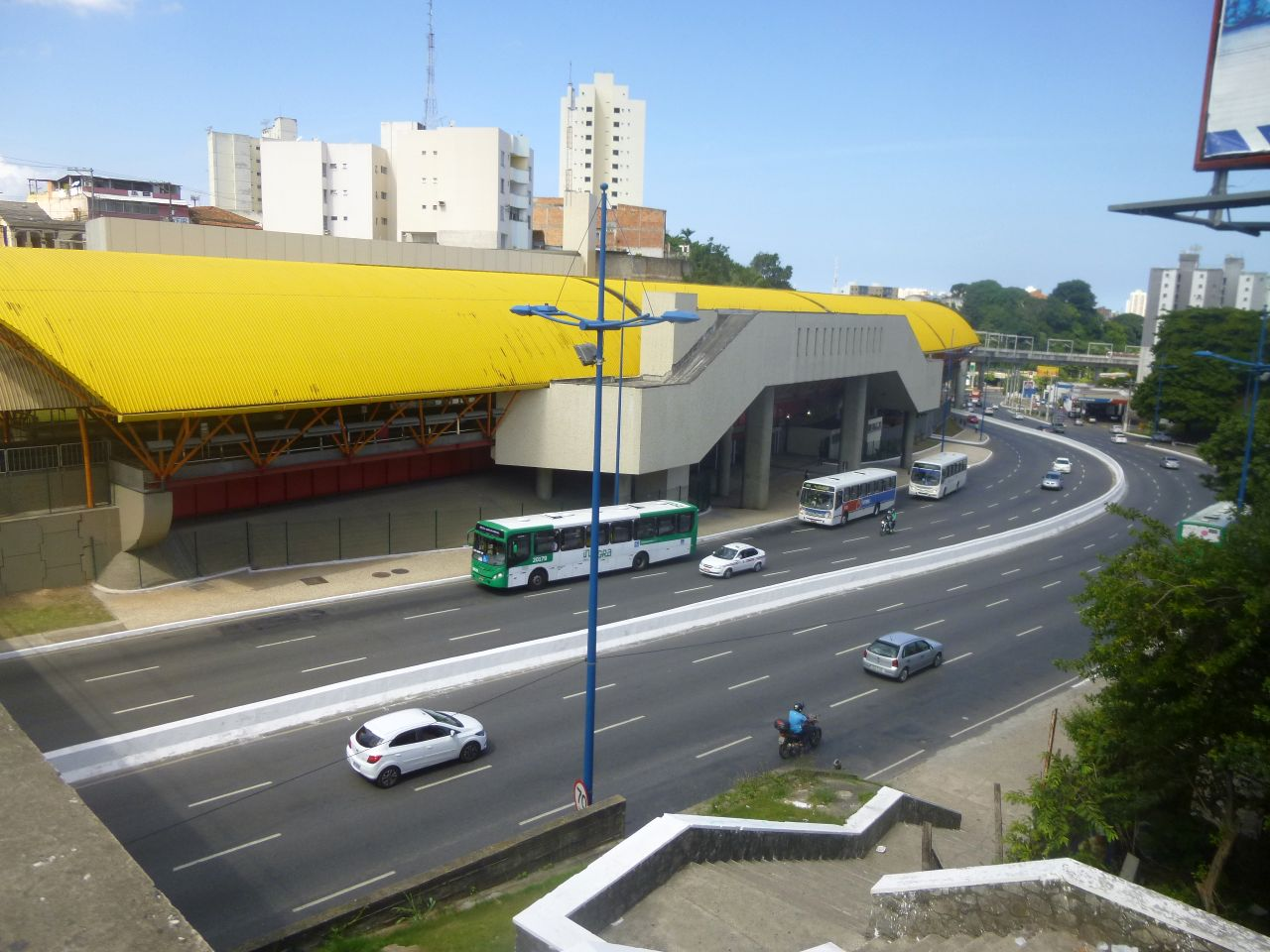
Metrostation Brotas außen

## Pannen
Am 4. November 2014 entgleiste ein Waggon kurz nach Verlassen der Station Acesso Norte. Dieser Zwischenfall verlief ohne weitere Schäden. Weitaus problematischer war der Schaden an einer 1,2 Meter starken Hauptwasserleitung am 1. April 2015 im Rahmen des Metroausbaus zwischen den Stationen Bom Juá und Pirajá, aufgrund derer über 100 Verteilerstationen von Trinkwasser ohne Versorgung blieben. Etwa 1.000.000 Menschen waren von der einwöchigen Unterbrechung betroffen.